# Grenzflächenstreuung
Grenzflächenstreuung begrenzt die Wärmeleitfähigkeit von nichtmetallischen kristallinen Festkörpern bei sehr tiefen Temperaturen.
In einem isolierenden Kristall erfolgt die Wärmeleitung durch Phononen, was durch die Gleichung
{\displaystyle \kappa ={\frac {1}{3}}cv\ell }
beschrieben wird. Hierbei bezeichnet {\displaystyle \kappa } die Wärmeleitfähigkeit, {\displaystyle c} die auf das Volumen bezogene spezifische Wärmekapazität, {\displaystyle v} die Schallgeschwindigkeit und {\displaystyle \ell } die mittlere freie Weglänge der Phononen. Im Allgemeinen wird {\displaystyle \ell } durch unterschiedliche Streuprozesse begrenzt.  Bei sehr tiefen Temperaturen  ist die mittlere freie Weglänge jedoch allein durch die Streuung an den Kristallgrenzflächen bestimmt, d. h. {\displaystyle \ell =L}. Anschaulich bedeutet dies, das die Phononen von einem Ende des Kristalls zum anderen laufen, ohne gestreut zu werden. Andere Streuprozesse wie Umklappstreuung oder Defektstreuung können bei hinreichend tiefen Temperaturen vernachlässigt werden.
In Kombination mit dem Debye-Modell für die spezifische Wärme kann die  Wärmeleitfähigkeit bei sehr tiefen Temperaturen durch
{\displaystyle \kappa ={\frac {2}{15}}\pi ^{2}k_{B}\left({\frac {k_{B}T}{\hbar }}\right)^{3}{\frac {L}{v^{2}}}}
beschrieben werden. Dies ergibt eine {\displaystyle T^{3}}-Abhängigkeit der Wärmeleitfähigkeit, was auch der experimentellen Beobachtung entspricht. Der Absolutwert von {\displaystyle \kappa } ist in diesem Fall nur durch die Schallgeschwindigkeit {\displaystyle v} und die Kristalldimension {\displaystyle L} bestimmt.